# Kathy Jordan
Kathy Jordan (ur. 3 grudnia 1959 w Bryn Mawr) – amerykańska tenisistka występująca na kortach w latach 1979–1991. Starsza siostra tenisistki Barbary Jordan. Triumfatorka trzech turniejów singlowych i czterdziestu dwóch deblowych. Reprezentantka w Pucharze Federacji oraz w Pucharze Wightmana.

## Kariera tenisowa
Pierwszy raz wystąpiła w profesjonalnym turnieju w wieku siedemnastu lat w 1977 roku – przegrała w pierwszej rundzie eliminacji do US Open 1977. Już dwa lata później otrzymała nagrodę „Newcomer of the year” oraz wygrała swoje dwa pierwsze tytuły w grze pojedynczej.
W 1980 roku została wspólnie z Anne Smith wybrana za najlepszą parę deblową roku. Wówczas wygrała dwa pierwsze tytuły wielkoszlemowe: podczas French Open i Wimbledonu. Rok później skompletowała Karierowego Wielkiego Szlema wygrywając Australian i US Open. W 1982 roku Amerykańska para doszła do finału Mistrzostw WTA, w którym uległa Martinie Navrátilovej i Pam Shriver.
W 1983 roku osiągnęła największy sukces w singlowej karierze dochodząc do finału Australian Open. W decydującym meczu nie sprostała Martinie Navrátilovej 2:6, 6:7(5). Kilka tygodniu po tym sukcesie osiągnęła najwyższą pozycję w rankingu gry pojedynczej WTA Tour – w notowaniu z 5 marca 1984 roku zajmowała piątą pozycję. W tym samym roku otrzymała nagrodę dla tenisistki, która poczyniła największe postępy („Most Improved Player of the Year”).
W 1985 roku wygrała piąty tytuł wielkoszlemowy w grze podwójnej. Wraz z Elizabeth Smylie w finale Wimbledonu pokonały Martinę Navrátilovą i Pam Shriver, kończąc serię 109. wygranych meczów przez Amerykańską parę. Dla Kathy Jordan finał w 1985 roku był piątym w ciągu sześciu lat podczas londyńskiego turnieju.
Rok później, w parze z Kenem Flachem, wygrała w grze mieszanej Roland Garros i Wimbledon. We wrześniu 1987 roku ponownie ze Smylie wystąpiła w finale turnieju wielkoszlemowego – US Open. W listopadzie na turnieju w New England nabawiła się kontuzji kolana. W lipcu 1988 roku przeszła jego operację. Napisała artykuł na temat swojego urazu do jednego z tenisowych magazynów.
Powróciła do tenisa w sierpniu 1989 roku. Już w tym samym sezonie zawitała ponowie do pierwszej setki rankingu deblowego, kończąc go na 65. pozycji. Rok później, ponownie w parze z Elizabeth Smylie, doszła do finału gry podwójnej podczas Wimbledonu, wróciła do pierwszej dziesiątki rankingu oraz wygrała Turniej Mistrzyń. Dzięki tym wynikom została nominowana do nagrody „Powrót roku”.
W kolejnym sezonie wygrała swój czterdziesty drugi turniej z cyklu WTA – w finale w Tokio pokonały Mary Joe Fernández i Robin White 4:6, 6:0, 6:3 oraz osiągnęła ćwierćfinały Australian Open, French Open i Wimbledonu. Po londyńskim turnieju zakończyła karierę.

## Historia występów wielkoszlemowych
Legenda
     W, wygrany turniej
     F, przegrana w finale
     SF, przegrana w półfinale
     QF, przegrana w ćwierćfinale
     xR, przegrana w x rundzie
     Qx, przegrana w x rundzie kwalifikacji
     A, brak startu
     NH, turniej się nie odbył
Turniej Australian Open odbył się dwukrotnie w 1977 roku w (styczniu i grudniu), za to nie został rozegrany w 1986 roku.

### Występy w grze pojedynczej
| Australian Open        | A  | A  | A  | A  | A  | 3R | A  | F  | A  | A  | NH | A  | A | A | A   | 0 / 2  | 7 – 2   |  |  |  |  |  |  |  |  |  |
| French Open            | A  | A  | A  | A  | QF | 3R | A  | 4R | 2R | A  | 1R | A  | A | A | A   | 0 / 5  | 8 – 5   |  |  |  |  |  |  |  |  |  |
| Wimbledon              | A  | A  | A  | 4R | 4R | 4R | 3R | QF | SF | 2R | 4R | 1R | A | A | 1R  | 0 / 10 | 21 – 10 |  |  |  |  |  |  |  |  |  |
| US Open                | Q1 | Q1 | 2R | 4R | 4R | 4R | 1R | 4R | 2R | 4R | 4R | 1R | A | A | 1R  | 0 / 11 | 20 – 11 |  |  |  |  |  |  |  |  |  |
|                        |    |    |    |    |    |    |    |    |    |    |    |    |   |   |     |        |         |  |  |  |  |  |  |  |  |  |
| Ranking na koniec roku | –  | –  | –  | 11 | 13 | 15 | 21 | 13 | 10 | 19 | 15 | 35 | – | – | 205 | 0 / 28 | 56 – 28 |  |  |  |  |  |  |  |  |  |

### Występy w grze podwójnej
| Australian Open        | A                   | A                   | A                   | A                   | A                   | W                   | A                   | SF                  | A  | A  | NH | A  | A | A  | 3R | QF | 1 / 4  | 13 – 3   |  |  |  |  |  |  |  |  |  |
| French Open            | A                   | A                   | A                   | 2R                  | W                   | QF                  | A                   | F                   | QF | A  | QF | A  | A | A  | 2R | QF | 1 / 8  | 24 – 7   |  |  |  |  |  |  |  |  |  |
| Wimbledon              | A                   | A                   | A                   | 1R                  | W                   | F                   | F                   | QF                  | F  | W  | 3R | QF | A | A  | F  | QF | 2 / 11 | 39 – 9   |  |  |  |  |  |  |  |  |  |
| US Open                | A                   | A                   | QF                  | 2R                  | SF                  | W                   | QF                  | SF                  | 3R | 2R | QF | F  | A | QF | SF | A  | 1 / 12 | 38 – 11  |  |  |  |  |  |  |  |  |  |
|                        |                     |                     |                     |                     |                     |                     |                     |                     |    |    |    |    |   |    |    |    |        |          |  |  |  |  |  |  |  |  |  |
| Ranking na koniec roku | nie był publikowany | nie był publikowany | nie był publikowany | nie był publikowany | nie był publikowany | nie był publikowany | nie był publikowany | nie był publikowany | 4  | 5  | 10 | 10 | – | 65 | 9  | 21 | 5 / 35 | 114 – 30 |  |  |  |  |  |  |  |  |  |

### Występy w grze mieszanej
| Australian Open | turniej nie był rozgrywany | turniej nie był rozgrywany | turniej nie był rozgrywany | turniej nie był rozgrywany | turniej nie był rozgrywany | turniej nie był rozgrywany | turniej nie był rozgrywany | turniej nie był rozgrywany | turniej nie był rozgrywany | turniej nie był rozgrywany | A  | A | A | A  | 2R | 0 / 1  | 1 – 1   |  |  |  |  |  |  |  |  |  |  |
| French Open     | A                          | A                          | A                          | 2R                         | A                          | A                          | A                          | A                          | A                          | W                          | A  | A | A | 1R | QF | 1 / 4  | 9 – 3   |  |  |  |  |  |  |  |  |  |  |
| Wimbledon       | A                          | A                          | A                          | 1R                         | A                          | A                          | QF                         | F                          | SF                         | W                          | QF | A | A | 2R | 2R | 1 / 8  | 21 – 7  |  |  |  |  |  |  |  |  |  |  |
| US Open         | A                          | A                          | 2R                         | A                          | A                          | A                          | 2R                         | QF                         | 1R                         | QF                         | 2R | A | A | 1R | A  | 0 / 7  | 7 – 7   |  |  |  |  |  |  |  |  |  |  |
|                 |                            |                            |                            |                            |                            |                            |                            |                            |                            |                            |    |   |   |    |    |        |         |  |  |  |  |  |  |  |  |  |  |
|                 |                            |                            |                            |                            |                            |                            |                            |                            |                            |                            |    |   |   |    |    | 2 / 20 | 38 – 18 |  |  |  |  |  |  |  |  |  |  |

## Finały turniejów WTA
| Legenda                   | Legenda |
| ------------------------- | ------- |
| Wielki Szlem              |         |
| Igrzyska olimpijskie      |         |
| WTA Tour Championships    |         |
| WTA Doubles Championships |         |
| 1971 – 1987               |         |
| Virginia Slims Circuit    |         |
| Grand Prix Series         |         |
| Colgate Series            |         |
| 1988 – 2008               |         |
| Kategoria I               |         |
| Kategoria II              |         |
| Kategoria III             |         |
| Kategoria IV              |         |
| Kategoria V               |         |

### Gra pojedyncza 13 (3–10)
| Końcowy wynik | Nr  | Data                | Turniej         | Nawierzchnia    | Przeciwniczka       | Wynik finału     |
| ------------- | --- | ------------------- | --------------- | --------------- | ------------------- | ---------------- |
| Zwyciężczyni  | 1.  | 14 stycznia 1979    | San Antonio     | Dywanowa (hala) | Linda Siegel        | 6:2, 7:5         |
| Zwyciężczyni  | 2.  | 18 marca 1979       | Orlando         | Twarda          | Regina Maršíková    | 4:6, 6:1, 6:4    |
| Finalistka    | 1.  | 19 sierpnia 1979    | Richmond        | Dywanowa (hala) | Martina Navrátilová | 1:6, 3:6         |
| Zwyciężczyni  | 3.  | 21 marca 1982       | Boston          | Dywanowa (hala) | Wendy Turnbull      | 7:5, 1:6, 6:4    |
| Finalistka    | 2.  | 1 maja 1983         | Atlanta         | Twarda          | Pam Shriver         | 2:6, 0:6         |
| Finalistka    | 3.  | 25 września 1983    | Richmond        | Dywanowa (hala) | Rosalyn Fairbank    | 4:6, 7:5, 4:6    |
| Finalistka    | 4.  | 9 października 1983 | Detroit         | Dywanowa (hala) | Virginia Ruzici     | 6:4, 4:6, 2:6    |
| Finalistka    | 5.  | 27 listopada 1983   | Sydney          | Trawiasta       | Jo Durie            | 3:6, 5:7         |
| Finalistka    | 6.  | 10 grudnia 1983     | Australian Open | Trawiasta       | Martina Navrátilová | 2:6, 6:7(5)      |
| Finalistka    | 7.  | 25 marca 1984       | Dallas          | Dywanowa (hala) | Hana Mandlíková     | 6:7(3), 6:3, 1:6 |
| Finalistka    | 8.  | 24 czerwca 1984     | Eastbourne      | Trawiasta       | Martina Navrátilová | 4:6, 1:6         |
| Finalistka    | 9.  | 19 maja 1985        | Melbourne       | Trawiasta       | Pam Shriver         | 4:6, 4:6         |
| Finalistka    | 10. | 2 marca 1986        | Oakland         | Dywanowa (hala) | Chris Evert-Lloyd   | 2:6, 4:6         |

### Gra podwójna 78 (42-36)
| Końcowy wynik | Nr  | Data                 | Turniej                 | Nawierzchnia    | Partnerka                | Przeciwniczki                           | Wynik finału         |
| ------------- | --- | -------------------- | ----------------------- | --------------- | ------------------------ | --------------------------------------- | -------------------- |
| Zwyciężczyni  | 1.  | 14 stycznia 1979     | San Antonio             | Dywanowa (hala) | Wendy White              | Bunny Bruning Valerie Ziegenfuss        | 6:2, 6:2             |
| Zwyciężczyni  | 2.  | 12 sierpnia 1979     | Indianapolis            | Ceglana         | Anne Smith               | Penny Johnson Paula Smith               | 6:1, 6:0             |
| Finalistka    | 1.  | 27 stycznia 1980     | Chicago                 | Dywanowa (hala) | Sylvia Hanika            | Billie Jean King Martina Navrátilová    | 3:6, 1:6             |
| Finalistka    | 2.  | 10 lutego 1980       | Los Angeles             | Twarda          | Anne Smith               | Rosie Casals Martina Navrátilová        | 6:7, 2:6             |
| Finalistka    | 3.  | 24 lutego 1980       | Detroit                 | Dywanowa (hala) | Anne Smith               | Billie Jean King Ilana Kloss            | 6:3, 3:6, 2:6        |
| Zwyciężczyni  | 3.  | 13 kwietnia 1980     | Charleston              | Ceglana         | Anne Smith               | Candy Reynolds Paula Smith              | 6:1, 6:1             |
| Finalistka    | 4.  | 21 kwietnia 1980     | Amelia Island           | Ceglana         | Pam Shriver              | Rosie Casals Ilana Kloss                | 6:7, 6:7             |
| Zwyciężczyni  | 4.  | 6 czerwca 1980       | French Open             | Ceglana         | Anne Smith               | Ivanna Madruga Adriana Villagrán        | 6:1, 6:0             |
| Zwyciężczyni  | 5.  | 22 czerwca 1980      | Eastbourne              | Trawiasta       | Anne Smith               | Pam Shriver Betty Stöve                 | 6:4, 6:1             |
| Zwyciężczyni  | 6.  | 4 lipca 1980         | Wimbledon               | Trawiasta       | Anne Smith               | Rosie Casals Wendy Turnbull             | 4:6, 7:5, 6:1        |
| Zwyciężczyni  | 7.  | 20 września 1980     | Las Vegas               | Twarda          | Anne Smith               | Martina Navrátilová Betty Stöve         | 2:6, 6:4, 6:3        |
| Finalistka    | 5.  | 28 września 1980     | Atlanta                 | Twarda          | Anne Smith               | Barbara Potter Sharon Walsh             | 3:6, 1:6             |
| Zwyciężczyni  | 8.  | 26 października 1980 | Brighton                | Dywanowa (hala) | Anne Smith               | Martina Navrátilová Betty Stöve         | 6:3, 7:5             |
| Finalistka    | 6.  | 9 listopada 1980     | Filderstadt             | Dywanowa (hala) | Anne Smith               | Hana Mandlíková Betty Stöve             | 4:6, 5:7             |
| Zwyciężczyni  | 9.  | 25 stycznia 1981     | Cincinnati              | Dywanowa (hala) | Anne Smith               | Martina Navrátilová Pam Shriver         | 1:6, 6:3, 6:3        |
| Finalistka    | 7.  | 14 marca 1981        | Dallas                  | Dywanowa (hala) | Anne Smith               | Martina Navrátilová Pam Shriver         | 5:7, 4:6             |
| Zwyciężczyni  | 10. | 26 kwietnia 1981     | Amelia Island           | Ceglana         | Paula Smith              | Virginia Ruzici JoAnne Russell          | 6:3, 5:7, 7:6(2)     |
| Finalistka    | 8.  | 21 czerwca 1981      | Eastbourne              | Trawiasta       | Anne Smith               | Martina Navrátilová Pam Shriver         | 7:6(5), 2:6, 1:6     |
| Finalistka    | 9.  | 4 lipca 1981         | Wimbledon               | Trawiasta       | Anne Smith               | Martina Navrátilová Pam Shriver         | 3:6, 6:7(6)          |
| Zwyciężczyni  | 11. | 2 sierpnia 1981      | San Diego               | Twarda          | Candy Reynolds           | Rosie Casals Pam Shriver                | 6:1, 2:6, 6:4        |
| Finalistka    | 10. | 16 sierpnia 1981     | Richmond                | Dywanowa (hala) | Anne Smith               | Sue Barker Ann Kiyomura                 | 6:4, 6:7, 4:6        |
| Zwyciężczyni  | 12. | 12 września 1981     | US Open                 | Twarda          | Anne Smith               | Rosie Casals Wendy Turnbull             | 6:3, 6:3             |
| Finalistka    | 11. | 29 listopada 1981    | Sydney                  | Trawiasta       | Anne Smith               | Martina Navrátilová Pam Shriver         | 7:6, 2:6, 4:6        |
| Zwyciężczyni  | 13. | 12 grudnia 1981      | Australian Open         | Trawiasta       | Anne Smith               | Martina Navrátilová Pam Shriver         | 6:2, 7:5             |
| Zwyciężczyni  | 14. | 10 stycznia 1982     | Waszyngton              | Dywanowa (hala) | Anne Smith               | Martina Navrátilová Pam Shriver         | 6:2, 3:6, 6:1        |
| Finalistka    | 12. | 3 lutego 1980        | Seattle                 | Dywanowa (hala) | Anne Smith               | Rosie Casals Wendy Turnbull             | 5:7, 4:6             |
| Zwyciężczyni  | 15. | 21 lutego 1982       | Houston                 | Dywanowa (hala) | Pam Shriver              | Sue Barker Sharon Walsh                 | 7:6(6), 6:2          |
| Finalistka    | 13. | 28 lutego 1982       | Oakland                 | Dywanowa (hala) | Pam Shriver              | Barbara Potter Sharon Walsh             | 1:6, 6:3, 6:7(5)     |
| Zwyciężczyni  | 16. | 7 marca 1982         | Los Angeles             | Twarda          | Anne Smith               | Barbara Potter Sharon Walsh             | 6:3, 7:5             |
| Zwyciężczyni  | 17. | 21 marca 1982        | Boston                  | Dywanowa (hala) | Anne Smith               | Rosie Casals Wendy Turnbull             | 7:6(7), 2:6, 6:4     |
| Finalistka    | 14. | 28 marca 1982        | Nowy Jork               | Dywanowa (hala) | Anne Smith               | Martina Navrátilová Pam Shriver         | 4:6, 3:6             |
| Finalistka    | 15. | 18 kwietnia 1982     | Fort Worth, WTA Doubles | Dywanowa (hala) | Anne Smith               | Martina Navrátilová Pam Shriver         | 5:7, 3:6             |
| Finalistka    | 16. | 2 maja 1982          | Orlando                 | Ceglana         | Anne Smith               | Rosie Casals Wendy Turnbull             | 3:6, 3:6             |
| Finalistka    | 17. | 20 czerwca 1982      | Eastbourne              | Trawiasta       | Anne Smith               | Martina Navrátilová Pam Shriver         | 3:6, 4:6             |
| Finalistka    | 18. | 2 lipca 1982         | Wimbledon               | Trawiasta       | Anne Smith               | Martina Navrátilová Pam Shriver         | 4:6, 1:6             |
| Zwyciężczyni  | 18. | 1 sierpnia 1982      | San Diego               | Twarda          | Paula Smith              | Patricia Medrado Cláudia Monteiro       | 6:3, 5:7, 7:6        |
| Zwyciężczyni  | 19. | 15 sierpnia 1982     | Atlanta                 | Twarda          | Betsy Nagelsen           | Chris Evert-Lloyd Billie Jean King      | 4:6, 7:6(11), 7:6(3) |
| Finalistka    | 19. | 9 stycznia 1983      | Waszyngton              | Dywanowa (hala) | Anne Smith               | Martina Navrátilová Pam Shriver         | 6:4, 5:7, 3:6        |
| Finalistka    | 20. | 6 lutego 1983        | Palm Beach Gardens      | Ceglana         | Paula Smith              | Barbara Potter Sharon Walsh             | 4:6, 6:4, 2:6        |
| Finalistka    | 21. | 20 lutego 1983       | Chicago                 | Dywanowa (hala) | Anne Smith               | Martina Navrátilová Pam Shriver         | 1:6, 2:6             |
| Zwyciężczyni  | 20. | 6 marca 1983         | Palm Springs            | Twarda          | Ann Kiyomura             | Dianne Fromholtz Betty Stöve            | 6:2, 6:4             |
| Finalistka    | 22. | 20 marca 1983        | Boston                  | Dywanowa (hala) | Anne Smith               | Jo Durie Ann Kiyomura                   | 1:6, 2:6             |
| Finalistka    | 23. | 3 kwietnia 1983      | Tokio, WTA Doubles      | Dywanowa (hala) | Anne Smith               | Billie Jean King Sharon Walsh           | 1:6, 1:6             |
| Finalistka    | 24. | 4 lipca 1983         | French Open             | Ceglana         | Anne Smith               | Rosalyn Fairbank Candy Reynolds         | 7:5, 5:7, 2:6        |
| Finalistka    | 25. | 25 września 1983     | Richmond                | Dywanowa (hala) | Barbara Potter           | Rosalyn Fairbank Candy Reynolds         | 7:6(3), 2:6, 1:6     |
| Finalistka    | 26. | 2 października 1983  | Hartford                | Dywanowa (hala) | Barbara Potter           | Billie Jean King Sharon Walsh           | 6:3, 3:6, 4:6        |
| Zwyciężczyni  | 21. | 9 października 1983  | Detroit                 | Dywanowa (hala) | Barbara Potter           | Rosie Casals Wendy Turnbull             | 6:4, 6:1             |
| Zwyciężczyni  | 22. | 22 kwietnia 1984     | Amelia Island           | Ceglana         | Anne Smith               | Anne Hobbs Mima Jaušovec                | 6:3, 6:3             |
| Finalistka    | 27. | 7 lipca 1984         | Wimbledon               | Trawiasta       | Anne Smith               | Martina Navrátilová Pam Shriver         | 3:6, 4:6             |
| Zwyciężczyni  | 23. | 26 sierpnia 1984     | Montreal                | Twarda          | Elizabeth Sayers         | Claudia Kohde-Kilsch Hana Mandlíková    | 6:1, 6:2             |
| Zwyciężczyni  | 24. | 27 stycznia 1985     | Key Biscayne            | Twarda          | Elizabeth Smylie         | Swietłana Parchomienko Łarysa Sawczenko | 6:4, 7:6(2)          |
| Zwyciężczyni  | 25. | 3 lutego 1985        | Marco Island            | Twarda          | Elizabeth Smylie         | Camille Benjamin Bonnie Gadusek         | 6:3, 6:3             |
| Finalistka    | 28. | 17 lutego 1985       | Miami                   | Twarda          | Hana Mandlíková          | Gigi Fernández Martina Navrátilová      | 6:7(4), 2:6          |
| Zwyciężczyni  | 26. | 7 kwietnia 1985      | Tokio, WTA Doubles      | Dywanowa (hala) | Elizabeth Smylie         | Betsy Nagelsen Anne White               | 4:6, 7:5, 6:2        |
| Finalistka    | 29. | 19 maja 1985         | Melbourne               | Trawiasta       | Anne Hobbs               | Pam Shriver Elizabeth Smylie            | 2:6, 7:5, 1:6        |
| Finalistka    | 30. | 23 czerwca 1985      | Eastbourne              | Trawiasta       | Elizabeth Smylie         | Martina Navrátilová Pam Shriver         | 5:7, 4:6             |
| Zwyciężczyni  | 27. | 6 lipca 1985         | Wimbledon               | Trawiasta       | Elizabeth Smylie         | Martina Navrátilová Pam Shriver         | 5:7, 6:3, 6:4        |
| Zwyciężczyni  | 28. | 18 sierpnia 1985     | Mahwah                  | Twarda          | Elizabeth Smylie         | Claudia Kohde-Kilsch Helena Suková      | 7:6(6), 6:3          |
| Zwyciężczyni  | 29. | 22 września 1985     | Chicago                 | Dywanowa (hala) | Elizabeth Smylie         | Elise Burgin JoAnne Russell             | 6:2, 6:2             |
| Zwyciężczyni  | 30. | 26 stycznia 1986     | Wichita                 | Dywanowa (hala) | Candy Reynolds           | JoAnne Russell Anne Smith               | 6:3, 6:7(5), 6:3     |
| Zwyciężczyni  | 31. | 2 lutego 1986        | Key Biscayne            | Twarda          | Elizabeth Smylie         | Betsy Nagelsen Barbara Potter           | 7:6(6), 2:6, 6:2     |
| Zwyciężczyni  | 32. | 9 marca 1986         | Princeton               | Dywanowa (hala) | Elizabeth Smylie         | Hana Mandlíková Helena Suková           | 6:3, 7:5             |
| Finalistka    | 31. | 30 marca 1986        | Nashville, WTA Doubles  | Ceglana         | Elizabeth Smylie         | Barbara Potter Pam Shriver              | 4:6, 3:6             |
| Finalistka    | 32. | 6 kwietnia 1986      | Marco Island            | Ceglana         | Elise Burgin             | Martina Navrátilová Andrea Temesvári    | 5:7, 2:6             |
| Zwyciężczyni  | 33. | 5 października 1986  | Hilversum               | Dywanowa        | Helena Suková            | Tine Scheuer-Larsen Catherine Tanvier   | 7:5, 6:1             |
| Zwyciężczyni  | 34. | 19 kwietnia 1987     | Tokio                   | Twarda          | Betsy Nagelsen           | Sandy Collins Sharon Walsh              | 6:3, 7:5             |
| Zwyciężczyni  | 35. | 26 kwietnia 1987     | Houston                 | Dywanowa (hala) | Martina Navrátilová      | Zina Garrison Lori McNeil               | 6:2, 6:4             |
| Finalistka    | 33. | 19 lipca 1987        | Newport                 | Trawiasta       | Anne Hobbs               | Gigi Fernández Lori McNeil              | 6:7(5), 5:7          |
| Zwyciężczyni  | 36. | 2 sierpnia 1987      | Aptos                   | Twarda          | Robin White              | Lea Antonoplis Barbara Gerken           | 6:1, 6:0             |
| Finalistka    | 34. | 12 września 1987     | US Open                 | Twarda          | Elizabeth Smylie         | Martina Navrátilová Pam Shriver         | 7:5, 4:6, 2:6        |
| Zwyciężczyni  | 37. | 25 października 1987 | Brighton                | Dywanowa        | Helena Suková            | Tine Scheuer-Larsen Catherine Tanvier   | 7:5, 6:1             |
| Zwyciężczyni  | 38. | 1 kwietnia 1990      | San Antonio             | Twarda          | Elizabeth Smylie         | Gigi Fernández Robin White              | 7:5, 7:5             |
| Zwyciężczyni  | 39. | 15 kwietnia 1990     | Tokio                   | Twarda          | Elizabeth Smylie         | Hu Na Michelle Jaggard                  | 6:0, 3:6, 6:1        |
| Finalistka    | 35. | 26 maja 1990         | Strasburg               | Ceglana         | Elizabeth Smylie         | Nicole Provis Elna Reinach              | 1:6, 4:6             |
| Finalistka    | 36. | 7 lipca 1990         | Wimbledon               | Trawiasta       | Elizabeth Smylie         | Jana Novotná Helena Suková              | 3:6, 4:6             |
| Zwyciężczyni  | 40. | 4 listopada 1990     | Nashville               | Twarda          | Łarysa Sawczenko-Neiland | Brenda Schultz Caroline Vis             | 6:1, 6:2             |
| Zwyciężczyni  | 41. | 18 listopada 1990    | Nowy Jork               | Dywanowa (hala) | Elizabeth Smylie         | Mercedes Paz Arantxa Sánchez Vicario    | 7:6(4), 6:4          |
| Zwyciężczyni  | 42. | 3 lutego 1991        | Tokio                   | Dywanowa (hala) | Elizabeth Smylie         | Mary Joe Fernández Robin White          | 4:6, 6:0, 6:3        |

### Gra mieszana 3 (2–1)
| Końcowy wynik | Nr | Data           | Turniej     | Nawierzchnia | Partner      | Przeciwnicy                         | Wynik finału     |
| ------------- | -- | -------------- | ----------- | ------------ | ------------ | ----------------------------------- | ---------------- |
| Finalistka    | 1. | 7 lipca 1984   | Wimbledon   | Trawiasta    | Steve Denton | Wendy Turnbull John Lloyd           | 3:6, 3:6         |
| Zwyciężczyni  | 1. | 8 czerwca 1986 | French Open | Ceglana      | Ken Flach    | Rosalyn Fairbank Mark Edmondson     | 3:6, 7:6(3), 6:3 |
| Zwyciężczyni  | 2. | 6 lipca 1986   | Wimbledon   | Trawiasta    | Ken Flach    | Martina Navrátilová Heinz Günthardt | 6:3, 7:6(7)      |

## Występy w Turnieju Mistrzyń

### W grze pojedynczej
| Rok  | Rezultat    | Rywalka           | Wynik         |
| 1980 | Ćwierćfinał | Evonne Goolagong  | 2:6, 4:6      |
| 1982 | Ćwierćfinał | Anne Smith        | 2:6, 6:3, 1:6 |
| 1984 | I runda     | Chris Evert-Lloyd | 5:7, 6:4, 3:6 |
| 1985 | Ćwierćfinał | Kathy Rinaldi     | 1:6, 3:6      |

### W grze podwójnej
| Rok           | Rezultat    | Partnerka        | Przeciwniczki                           | Wynik         |
| 1980          | Półfinał    | Anne Smith       | Billie Jean King Martina Navrátilová    | 4:6, 3:6      |
| 1980 (Toyota) | Półfinał    | Anne Smith       | Paula Smith Candy Reynolds              | 3:6, 6:1, 4:6 |
| 1981 (Toyota) | Półfinał    | Anne Smith       | Rosie Casals Wendy Turnbull             | 2:6, 3:6      |
| 1982          | Finał       | Anne Smith       | Martina Navrátilová Pam Shriver         | 4:6, 3:6      |
| 1983          | Półfinał    | Anne Smith       | Claudia Kohde-Kilsch Eva Pfaff          | 6:4, 3:6, 2:6 |
| 1984          | Ćwierćfinał | Anne Smith       | Jo Durie Ann Kiyomura                   | 5:7, 3:6      |
| 1986 (marzec) | Ćwierćfinał | Elizabeth Smylie | Swietłana Parchomienko Łarysa Sawczenko | 5:7, 6:2, 2:6 |
| 1990          | Zwycięstwo  | Elizabeth Smylie | Mercedes Paz Arantxa Sánchez Vicario    | 7:6(4), 6:4   |

## Występy w turnieju WTA Doubles Championships
| Rok  | Rezultat    | Partnerka        | Przeciwniczki                    | Wynik         |
| 1981 | Półfinał    | Anne Smith       | Sue Barker Ann Kiyomura          | 1:6, 6:7      |
| 1982 | Finał       | Anne Smith       | Martina Navrátilová Pam Shriver  | 5:7, 3:6      |
| 1983 | Finał       | Anne Smith       | Billie Jean King Sharon Walsh    | 1:6, 1:6      |
| 1985 | Zwycięstwo  | Elizabeth Smylie | Betsy Nagelsen Anne White        | 4:6, 7:5, 6:2 |
| 1986 | Finał       | Elizabeth Smylie | Barbara Potter Pam Shriver       | 4:6, 3:6      |
| 1990 | Ćwierćfinał | Elizabeth Smylie | Manon Bollegraf Meredith McGrath | 2:6, 7:5, 4:6 |
| 1991 | Półfinał    | Elizabeth Smylie | Gigi Fernández Helena Suková     | 6:4, 4:6, 1:6 |